# Modern Jazz Quartet
Modern Jazz Quartet též označováno zkráceně MJQ byla americká jazzová hudební skupina. Původní sestavu z roku 1952 tvořili vibrafonista Milt Jackson, klavírista John Lewis, kontrabasista Percy Heath a bubeník Kenny Clarke, kterého roku 1955 vystřídal Connie Kay. Vznikla v roce 1952, ale všichni členové mimo Heathe společně hráli již od roku 1946 v kapele Dizzy Gillespieho. Kvartet se rozpadl po vydání řady alb v roce 1974, ale o šest let později byl opět obnoven a v roce 1993 byla jeho činnost definitivně ukončena. Původní bubeník Kenny Clarke zemřel v roce 1984, Kay zemřel v roce 1994, Jackson ho následoval o pět let později, Lewis v roce 2001 a posledním žijícím členem zůstal až do roku 2005, kdy zemřel, Heath.